# Trichilia pallida
Trichilia pallida är en tvåhjärtbladig växtart som beskrevs av Olof Swartz. Trichilia pallida ingår i släktet Trichilia och familjen Meliaceae. Inga underarter finns listade i Catalogue of Life.